# Hřib (Aureoboletus)
Hřib (Aureoboletus) je rod hub z čeledi hřibovitých a řádu hřibotvarých. Byl vymezen českým mykologem Zdeňkem Pouzarem v roce 1957. Mezi lety 1957 až 2010 byl do tohoto rodu zahrnován jediný evropský druh - hřib pružný (Aureoboletus gentilis). V roce 2010 navrhl rakouský mykolog Wolfgang Klofac přesun dalších taxonů do tohoto rodu. Z druhů, které se vyskytují v České republice, se tato změna dotkla chráněného hřibu moravského (Aureoboletus moravicus).

## Zástupci
| obrázek                   | český název   | odborný název                | klobouk        | póry    | třeň         | výskyt      | poznámka |
| ------------------------- | ------------- | ---------------------------- | -------------- | ------- | ------------ | ----------- | -------- |
| Aureoboletus moravicus    | hřib moravský | Aureoboletus moravicus       | okrovobéžový   | žluté   | hnědookrový  | Evropa      |          |
| Aureoboletus gentilis     | hřib pružný   | Aureoboletus gentilis        | masově krémový | žluté   | žlutý        | Evropa      |          |
| Aureoboletus auriporus    |               | Aureoboletus auriporus       |                |         |              | USA         |          |
| Aureoboletus citriniporus |               | Aureoboletus citriniporus    |                |         |              | USA         |          |
|                           |               | Aureoboletus flavimarginatus |                |         |              |             |          |
| Aureoboletus flaviporus   |               | Aureoboletus flaviporus      |                |         |              | USA         |          |
| Aureoboletus mirabilis    |               | Aureoboletus mirabilis       | hnědočervený   | žlutavé | červenohnědý | USA, Asie   |          |
|                           |               | Aureoboletus novoguineensis  |                |         |              |             |          |
| Aureoboletus roxanae      |               | Aureoboletus roxanae         |                |         |              |             |          |
|                           |               | Aureoboletus subacidus       |                |         |              |             |          |
|                           |               | Aureoboletus thibetanus      |                |         |              | Asie        |          |
| Aureoboletus viridiflavus |               | Aureoboletus viridiflavus    |                |         |              | USA         |          |
|                           |               | Aureoboletus zangii          |                |         |              | Asie (Čína) | [ 3 ]    |